# 三浦尾花介
三浦尾花介（学名：Cytherura miurensis）为尾花介科尾花介屬下的一个种。